# Schwullesbisches Archiv Hannover

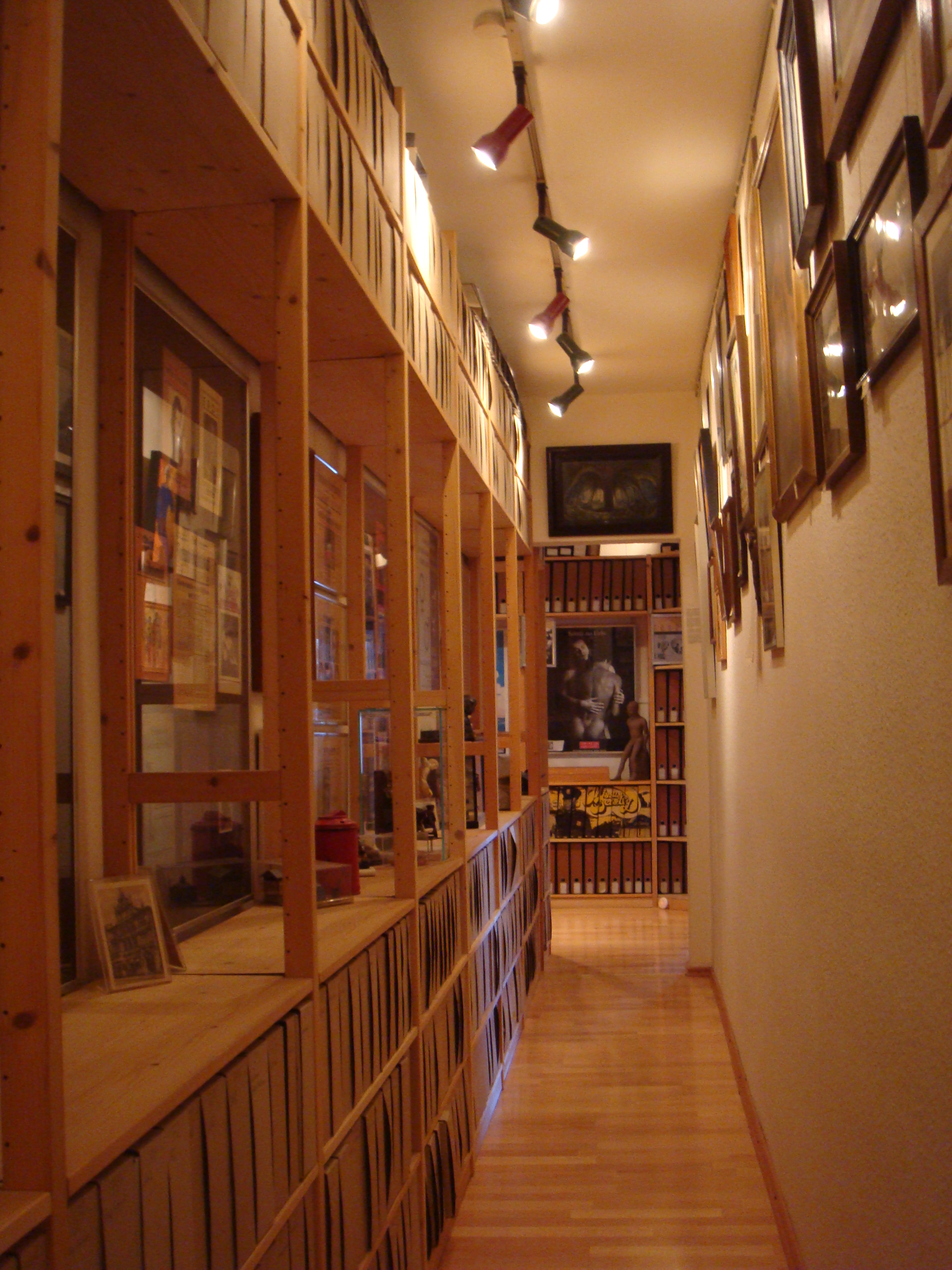
Ein Einblick in das „SARCH“

Das Schwullesbische Archiv Hannover (SARCH) ist eine seit 1980 von dem Schwulenaktivisten Rainer Hoffschildt erstellte und betreute private Sammlung zum Thema Homosexualität mit dem Ziel, Material für die Schwulen- und Lesbenbewegung und andere Interessierte bereitzustellen. Die thematischen Schwerpunkte liegen dabei in der Geschichte der Homosexuellen und in der Ermittlung des Schicksals homosexueller Opfer des NS-Terrors.

## Sammlungsbestände
Die Bestände Ende 2018 betrugen circa
- 14.500 Zeitschriften
- 5.500 Bücher
- 2.000 Plakate
- über 400 Ordner mit Artikeln, Fotos, Briefen und Aufrufen.

Dazu kommen Filme (Normal 8, Super 8, Video, DVD) sowie aufgezeichnete Interviews. Außerdem besteht eine Sammlung von ausgewählten Kunstwerken, Postkarten, Fotos, Buttons, Kunst und Kitsch und weiterer einer Ausstellung dienlicher Objekte.

## Projekte
Das Schwullesbische Archiv Hannover diente und dient als wichtige Grundlage für Recherchen und Projekte.

### Zentrale Erfassung Homosexuellendiskriminierung (ZEH)
→ Hauptartikel siehe Zentrale Erfassung Homosexuellendiskriminierung
Seit 1985 werden alle Materialien des „SARCH“ im Projekt Zentrale Erfassung Homosexuellendiskriminierung (ZEH), auf Diskriminierung Homosexueller ausgewertet.
Über 2.000 Fälle sind in diesem Zusammenhang zusammengetragen, ausgewertet und archiviert worden. Ein Teil ist auch nach 40 Fallgruppen sortiert und im Computer erfasst worden.

### „Namen und Gesichter“
Zentrales Projekt ist das Projekt „Namen und Gesichter“. Seit 1987 wird versucht, möglichst viel über das Schicksal in der Zeit des Nationalsozialismus verfolgter homosexueller Männer zusammenzutragen.
Bis 2011 wurden rund 15.000 Opfer namentlich ermittelt, darunter ca. 3.300 KZ-Häftlinge, 1.300 Häftlinge der Emslandlager und insgesamt 2.000 Todesopfer.
Ziel dieses fortlaufenden Projekts ist es, diesen lange totgeschwiegenen Opfern des Terrors einen Namen und das Gesicht wieder zu geben und sie aus dem Vergessen herauszureißen. Mit diesem Projekt wurden und werden zahlreiche Setzungen von Stolpersteinen und die Regionalforschung an vielen Orten unterstützt sowie das Errichten weiterer Gedenkstätten für Homosexuelle. Auch wurde Material für Ausstellungen in Gedenkstätten und Museen beigetragen.